# Изнаир
Изнаи́р — река в Екатериновском и Ртищевском районах Саратовской области, левый приток Хопра.

## География

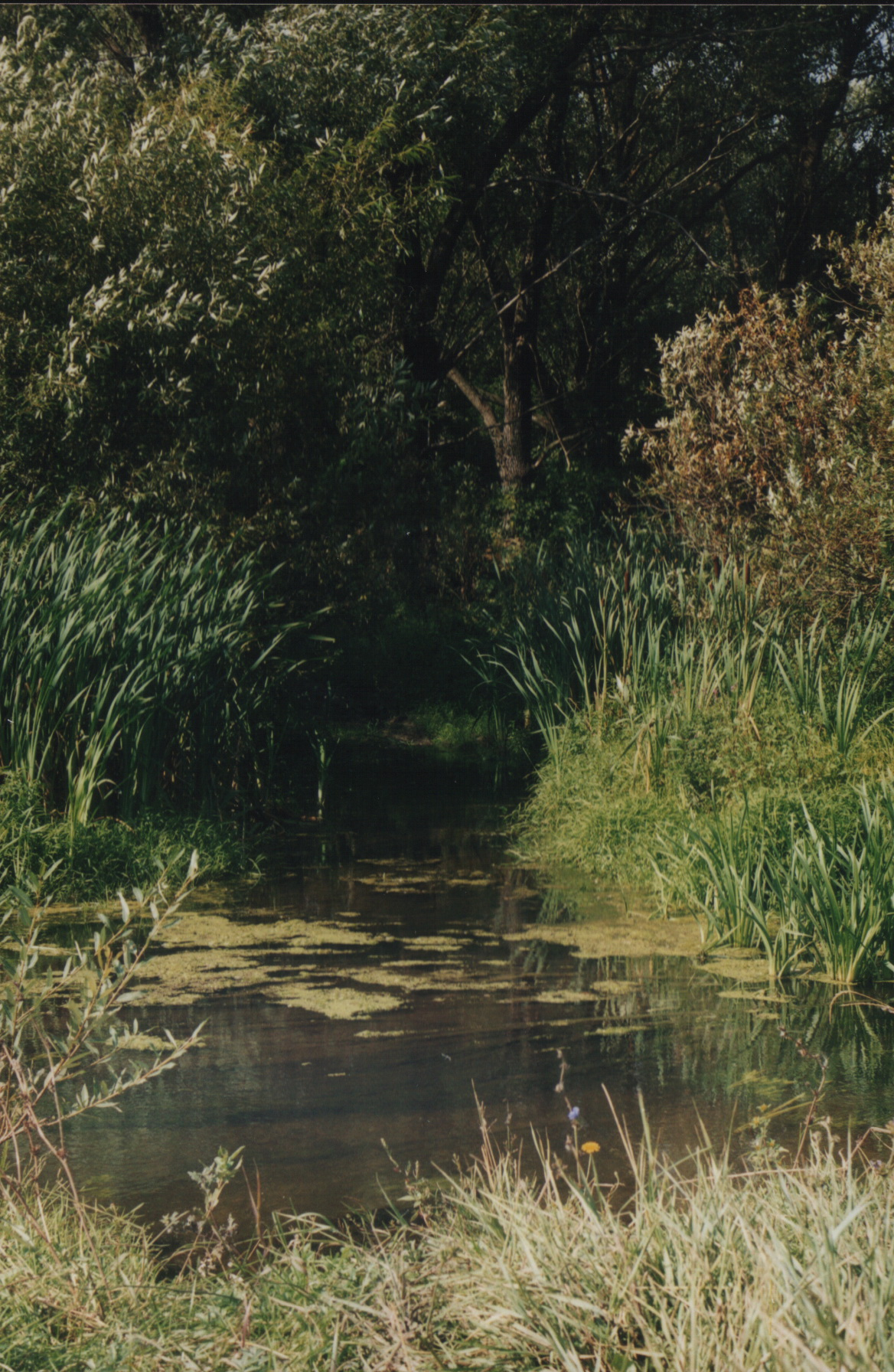
Брод через реку Изнаир в районе села Борки (Ртищевский район)

Длина реки — 98 км, площадь водосборного бассейна — 724 км². Река Изнаир берёт начало в Екатериновском районе на водоразделе Хопра. Впадает в Хопёр в 787 км от устья близ села Изнаир Ртищевского района.

## Притоки
- Песковатка (правый, 80 км от устья)
- Березовка (правый)
- Сухановка (правый, 47 км от устья)[2][3]

## Населённые пункты на реке
По порядку от истока:
- Октябревка
- Борки
- Елизаветинка
- Крутец
- Сафоновка
- Малиновка
- Змеёвка
- Ерышовка
- Ярославка
- Красные Гривки
- Платцовка
- Шило-Голицыно
- Дубасово
- Битяговка
- Александровка
- Казачка
- Селитьба
- Владыкино
- Изнаир

## Топографические карты
- Лист карты N-38-XXXII. Масштаб: 1 : 200 000. Указать дату выпуска/состояния местности.